# Женска репрезентација Канаде у хокеју на леду
Женска репрезентација Канаде у хокеју на леду (енгл. Canada women's national ice hockey team; фр. Équipe du Canada de hockey sur glace féminin) национални је тим у хокеју на леду који представља Канаду на такмичењима на међународној сцени. Делује под ингеренцијама Хокејашког савеза Канаде који је пуноправни члан Међународне хокејашке федерације. Надимак репрезентације је Тим Канада (енгл. Team Canada; фр. Équipe Canada).
Кандска репрезентација је једна од најбољих светских репрезентација у овом спорту и од свог оснивања константно се налази на прве две позиције на ранг листи ИИХФ-а. Канађанке су редовне учеснице свих највећих хокејашких такмичења на свету и у досадашњој историји репрезентација је освојила чак 10 титула светског првака, те 4 титуле олимпијског победника.